# Chthonius cebenicus
Espèce
Chthonius cebenicus est une espèce de pseudoscorpions de la famille des Chthoniidae.

## Distribution
Cette espèce est endémique du Gard en France. Elle se rencontre dans la Grotte de Bedousse à Aujac.

## Étymologie
Son nom d'espèce lui a été donné en référence au lieu de sa découverte, les Cévennes.

## Publication originale
- Leclerc, 1981 : Nouveaux Chthoniidae cavernicoles de la bordure orientale des Cévennes (France) (Arachnides, Pseudoscorpions). Revue Arachnologique, vol. 3, p. 115-131.